# 鈴木周三郎

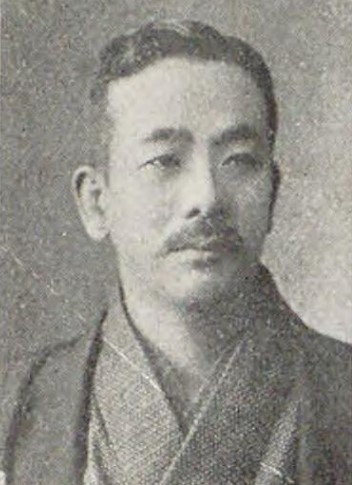
鈴木周三郎

鈴木 周三郎（すずき しゅうざぶろう / しゅうさぶろう、1876年（明治9年）9月2日 - 1940年（昭和15年）12月16日）は、明治後期から昭和前期の農業経営者、実業家、政治家。貴族院多額納税者議員、衆議院議員、福島県信夫郡杉妻村長。

## 経歴
福島県信夫郡伏拝村（杉妻村を経て現福島市伏拝）で、地主・鈴木清次郎の長男として生まれる。1908年（明治41年）家督を相続した。
福島商業会議所議員、福島県農会副会長、鈴木実業銀行頭取、福島紡績社長、福島商業銀行頭取、川俣銀行取締役、福島電灯取締役、福島瓦斯取締役、磐城水電取締役、霊山電気取締役、福島羽二重取締役、鈴木商事取締役などを務めた。
政界では、杉妻村長、同村会議員を務めた。1911年（明治44年）9月29日、貴族院多額納税者議員に任じられ、1918年（大正7年）9月28日の任期満了まで1期在任した。また、1920年（大正9年）5月、第14回衆議院議員総選挙に福島県第三区から憲政会所属で出馬して当選し、衆議院議員を1期務めた。

## 親族
- 長男 鈴木周次郎（実業家・衆議院議員）[3][4][5]